# Корлисс, Ричард
Ричард Корлисс (Richard Corliss, 6 марта 1944 года — 23 апреля 2015 года) — американский кинокритик, ведущий кинокритик американского журнала «TIME», в котором работал с 1980 года. Одновременно с 1970 по 1990 годы сотрудничал c (и одно время руководил) специализированным киноизданием Film Comment, которое издаётся Линкольн-центром в Нью-Йорке.
Окончил Колумбийский университет, посещал ещё несколько высших учебных заведений (среди его наставников — Эндрю Саррис). В 1974 году напечатал книгу о Грете Гарбо, в 1995 году — о «Лолите» Кубрика. Многие из его публикаций выносились на обложку журнала. Корлисс критиковал своих коллег за снобизм и с равным интересом рецензировал как артхаус, так и голливудские блокбастеры. За свою «снисходительность к трэшу» подвергся в 2004 году критике Стивена Кинга.

## Лучшие фильмы по годам
- 2001 — «Кандагар»
- 2002 — «Поговори с ней»
- 2003 — «Возвращение короля»
- 2004 — «Герой» и «Дом летающих кинжалов»
- 2005 — «Белый бриллиант»
- 2006 — «Лабиринт Фавна»
- 2007 — «Старикам здесь не место»
- 2008 — «ВАЛЛ-И»
- 2009 — «Принцесса и лягушка»
- 2010 — «История игрушек. Большой побег»
- 2011 — «Артист»
- 2012 — «Любовь»
- 2013 — «Гравитация»